# Ordinationsverfahren
Unter dem Begriff Ordinationen werden viele mathematische Verfahrensweisen zusammengefasst, die darauf zielen, bestimmte Daten grafisch in einem Koordinatensystem zu veranschaulichen.
Diese werden z. B. in der Ökologie bzw. Vegetationskunde verwendet, um verschiedene Vegetationsaufnahmen zu vergleichen und deren Unterschiede entlang eines oder mehrerer Gradienten zu verdeutlichen. Um die Daten anzuordnen, wird zunächst von einem n-dimensionalen Raum ausgegangen (die Anzahl der Dimensionen entspricht im Beispiel der Anzahl der gefundenen Pflanzenarten). Durch mathematische Verfahren wird eine sog. Dimensionsreduktion durchgeführt, so dass die Lage der Daten (Vegetationsaufnahmen) in einem zwei- oder dreidimensionalen Koordinatensystem dargestellt werden kann. Dabei sollen die Achsen des Koordinatensystems Gradienten darstellen (oder mehrere Gradienten zusammenfassen; hier z. B. Wasser- und Nährstoffgehalt des Bodens), die einen möglichst großen Teil der Varianz erklären. Die Umweltvariablen können dabei direkt analysiert werden oder indirekt aus den Vorkommen der Pflanzenarten geschlossen werden.
Beispiele für Ordinationsverfahren sind:
- CA – Correspondence Analysis, Korrespondenzanalyse
- CCA – Canonical Correspondence Analysis, Kanonische Korrespondenzanalyse
- DCA – Detrended Correspondence Analysis
- PCA – Principal Component Analysis, Hauptkomponentenanalyse
- MDS – Multidimensional scaling, Multidimensionale Skalierung
- nMDS – Nonmetric multidimensional scaling, Nichtmetrische multidimensionale Skalierung